# Otto Naegeli-Preis
Der Otto Naegeli-Preis ist ein Schweizer Preis für medizinische Forschung, der in der Regel alle zwei Jahre vergeben wird. Er ist einer der bedeutendsten Schweizer Medizinpreise und mit 200'000 Schweizer Franken dotiert.
Mit dem Preis werden Forscher in der Schweiz geehrt, er soll auch insbesondere die Forschung von Nachwuchswissenschaftlern fördern. Der Preis wurde 1960 gestiftet und war seit 1984 mit 100'000 Schweizer Franken von der Otto Naegeli Stiftung dotiert. Seit 1986 wird er von der Bonizzi-Theler-Stiftung vergeben, die ihn ab 1988 alle zwei Jahre mit 200'000 Schweizer Franken Preisgeld vergab. Er ist benannt nach Otto Naegeli (1871–1938), Professor für Innere Medizin an der Universität Zürich.

## Preisträger
- 1960: Franz Leuthardt (1903–1985), Biochemie, Endokrinologie
- 1961: Kitty Ponse (1897–1982), Zoologie, Endokrinologie
- 1962: Gian Töndury (1906–1985), Anatomie
- 1964: Robert Schwyzer (1920–2015), Zoologie, Endokrinologie
- 1965: Ernst Luescher (1916–2002), Biochemie, Thrombozyten, und Micheline Bettex-Galland (1928–2015), Biochemie, Thrombozyten
- 1966: Andrea Prader (1919–2001), Pädiatrie, Stoffwechsel
- 1967: Albert Renold (1923–1988), Biochemie, Endokrinologie
- 1969: Konrad Akert (1919–2015), Neurobiologie
- 1970: Robert Keller (1923–2004), Immunologie
- 1972: Charles Rouiller (1922–1973), Morphologie, Histologie, Hugo Aebi (1921–1983), Biochemie, Klinische Chemie
- 1973: Hans R. Mühlemann (1917–1997), Zahnmedizin
- 1974: Ernst Sorkin (1921–2009), Biochemie, Onkologie
- 1975: Max M. Burger (1933–2019), Onkologie
- 1977: Hugo Studer (* 1929), Innere Medizin, Schilddrüse
- 1978: Ernst Rudolf Froesch (1929–2014), Endokrinologie, Insulin
- 1979: Max L. Birnstiel (1933–2014), Molekularbiologie
- 1981: Günter Baumgartner (1924–1991), Neurologie, Neurophysiologie
- 1982: Walter J. Gehring (1939–2014), Entwicklungsbiologie
- 1983: Jules Angst (* 1926), Psychiatrie, Depression
- 1984: Werner Straub (1933–2019), Innere Medizin, Stoffwechsel
- 1986: Lelio Orci (1937–2019), Endokrinologie, Zellbiologie
- 1988: Rolf Zinkernagel (* 1944), Experimentelle Immunologie, Virologie
- 1990: Pierre Vassali (* 1931), Pathologie, Hämatologie
- 1992: Heidi Diggelmann (1936–2022), Mikrobiologie, Retroviren
- 1994: Heini Murer (* 1944), Physiologie, Membrantransport
- 1996: Ueli Schibler (* 1947), Molekularbiologie, Biorhythmen
- 1998: Hans Hengartner (* 1944), Experimentelle Immunologie, Virologie
- 2000: Susanne Suter (* 1943), Pädiatrie, Zystische Fibrose
- 2002: Walter Wahli (* 1946), Zellbiologie, Energie-Gleichgewicht
- 2004: Ernst Hafen (* 1956), Entwicklungs- und Systembiologie
- 2006: Susan M. Gasser (* 1955), Molekularbiologie, Epigenetik
- 2008: Pierre-Alain Clavien (* 1957), Unterleibschirurgie, Transplantation
- 2010: Amos Bairoch (* 1957), Bioinformatik, Proteomik; Ruedi Aebersold (* 1954), Systembiologie, Proteomik
- 2012: Markus H. Heim (* 1961), Hepatologie, angeborene Immunität; Lars E. French (* 1963), Dermatologie
- 2014: Silvia Arber (* 1968), Neurobiologie
- 2016: Markus G. Manz (* 1967) und Adrian Ochsenbein (* 1967), Onkologie
- 2018: Nenad Ban (* 1966), Strukturbiologie
- 2020: Christian Lüscher (* 1963), Neurobiologie und Neurologie
- 2022: Nicolas Thomä (* 1971), Strukturbiologie
- 2024: Mirjam Christ-Crain (* 1974), Neuroendokrinologie[1]